# التحالف الوطني للتنمية والديمقراطية
التحالف الوطني للتنمية والديمقراطية (بالفرنسية: Alliance nationale pour le développement et la démocratie)‏ هو تحالف سياسي في بنين. رئيسه الحالي هو فالنتين أديتي هودي وهو داعم لحكومة يايي بوني.

## التاريخ
تم تشكيل التحالف في 31 مايو 2014،  كتحالف من 17 حزبا. حصل على 7.6٪ من الأصوات في الانتخابات البرلمانية لعام 2015، وفاز بخمسة مقاعد.

## الأطراف الأعضاء
تشمل الأطراف الأعضاء:
- اتحاد المواطنين للوطن
- التجمع الديمقراطي لبنين
- قوى التقدم
- مهمة الشباب الوطنيين من أجل التنمية
- تعبئة القوات المتحدة للتنمية
- الحركة من أجل الجمهورية والأخلاق
- حركة التأمل والعمل من أجل التنمية
- الحركة من أجل الديمقراطية والتضامن
- حركة قداسة الوعي
- حزب التجديد من أجل التضامن والتقدم
- رالي من أجل يونايتد بنين
- التجمع من أجل التقدم والتجديد
- حرس الجمهورية
- الاتحاد للعمل والديمقراطية
- اتحاد القوى الديمقراطية من أجل التنمية
- اتحاد الحركات ورابطة أبومي كالافي
- رؤية وأمل لبنين ناشئ